# St Enoder
St Enoder – wieś w Anglii, w Kornwalii. Leży 50 km na północny wschód od miasta Penzance i 362 km na zachód od Londynu.